# Salangane des Mascareignes
Aerodramus francicus
Espèce
Statut de conservation UICN

 NT  : Quasi menacé
Synonymes
- Hirundo francica (Protonyme)
- Collocalia francica

La salangane des Mascareignes (Aerodramus francicus) est une espèce d'oiseau de la famille des Apodidae, endémique des Mascareignes. Elle est parfois appelée petite hirondelle.

## Description
D'une longueur de 10,5 cm, elle a un bec court et noir, comme ses pattes. Sur le dessus, son plumage est brun, fuligineux ou complètement noir, sauf les couvertures sus-caudales, d'un blanc sale. Pour le reste, il est plus clair.

## Comportement
Le vol de la salangane des Mascareignes est nerveux. L'oiseau se nourrit d'insectes attrapés en plein vol.
Il se reproduit de septembre à décembre.

## Distribution
La salangane des Mascareignes niche dans les grottes et les tunnels de lave. Dans les années 1970, elle était bien plus commune à l'île Maurice qu'à La Réunion. Mais on a récemment découvert de vastes colonies dans cette dernière île, ce qui indique que la population a substantiellement augmenté et pourrait être supérieure à 10 000 individus adultes. Quelques sites comptent plus de 1 500 oiseaux à eux seuls. 
À l'inverse, la population a continué à décliner à Maurice ses vingt dernières années. Dans les années 1990, on y recensait 34 grottes mais surtout 19 supplémentaires complètement abandonnées depuis peu. Le vandalisme et la consommation des nids en soupe serait à l'origine de ces disparitions. Aussi, une estimation faite en 2000 indique entre 2 200 et 2 600 oiseaux seulement sur l'île.

## Informations complémentaires
- Faune endémique des Mascareignes.
- Liste des espèces d'oiseaux de la Réunion.